# Cenere
Cenere és una pel·lícula muda del 1916 dirigida i protagonitzada per Febo Mari. Està adaptada de la novel·la de 1904 de l'escriptora sarda, guanyadora del Premi Nobel, Grazia Deledda. És notable com l'única actuació cinematogràfica de l'estrella de teatre italiana Eleonora Duse.

## Argument
Rosalia Derios és una dona soltera d'un petit poble de Sardenya l'amant del qual l'abandona abans del naixement del seu fill, a qui anomena Anania. En adonar-se que no podrà criar el nen correctament, dóna la custòdia completa d'Anania al seu antic amant. No obstant això, li confia al nen un amulet sagrat abans de marxar. Anania creix fins a l'edat adulta i conserva la possessió de l'amulet, però l'absència de la seva mare l'angoixa i intenta localitzar-la. Deixa de banda les seves perspectives de carrera i cancel·la els seus plans de matrimoni per continuar la seva recerca de Rosalia. La recerca d'Anania té èxit i ell localitza la seva mare, però Rosalia no pot suportar el xoc de retrobar-se amb el seu fill adult i se suïcida.

## Repartiment
- Eleonora Duse: Rosalia Derios
- Febo Mari: Anania
- Misa Mordeglia Mari: Margherita
- Ettore Casarotti: nen

## Producció
Quan l'any 1916 es va acostar a Eleonora Duse per aparèixer en una adaptació cinematogràfica de Cenere, feia set anys que no actuava a l'escenari. Duse va expressar un profund respecte pel material original i el seu potencial com a pel·lícula. Més tard va explicar el seu retorn a la interpretació en aquest muntatge afirmant: “M'han convençut per crear el personatge de Rosalia Derios, de la novel·la de Grazia Deledda, perquè em semblava que en la figura tràgica de la mare, tot sacrifici pel seu fill, una figura que es mou en un paisatge auster i solemne, assumiria la total i clara significació plàstica i espiritual que el teatre mut s'ha d'obligar a assolir”.
Duse va coescriure el guió de Cenere amb Febo Mari, la seva directora i coprotagonista. La pel·lícula es va rodar durant un període de quatre mesos en ubicacions de tota Sardenya.
Duse inicialment tenia esperances que Cenere obrís una nova carrera en la interpretació cinematogràfica. Però en veure la pel·lícula acabada, es va decebre tant amb la producció com amb la seva actuació. "Vaig cometre el mateix error que gairebé tothom", va dir després de veure's a la pantalla. "Però cal una cosa molt diferent. Sóc massa gran per a això. No és una llàstima?" Més tard, Duse va escriure a la cantant francesa Yvette Guilbert amb la petició de no veure " aquesta cosa estúpida, perquè no trobaràs res, o gairebé res, de mi en aquesta pel·lícula.”